# Карлуш де Олівейра
Ка́рлуш де Оліве́йра (порт. Carlos de Oliveira; *10 серпня 1921, Белен, Бразилія — †1 липня 1981, Лісабон, Португалія) — португальський поет і прозаїк, сценарист кіно і фольклорист.

## З життєпису
Син португальських емігрантів (батько — лікар), народився у Бразилії, у дворічному віці переїхав з батьками до Португалії. Починаючи від 1933 року родина проживала в Коїмбрі. 
У 1941 році Карлуш поступив на філологічний факультет Коїмбрського університету, знайшов там близьке творче середовище, потоваришував з майбутнім визначним прозаїком Фернанду Наморою та іншими. 
Дебютував книгою віршів «Туризм» (Turismo, 1942) у серії неореалістів «Новий пісенник».  
У 1947 році закінчив навчання в університеті, у наступному (1948) році переїхав до Лісабона, однак і надалі зв'язків з Коїмброю не поривав, періодично наїжджаючи в місто й беручи участь у його культурному житті.

## Творчість
Автор поетичних збірок, малої і великої прози. Автобіографічний роман Олівейри «Бджола під дощем» (Uma Abelha na Chuvaб 1953) — один з найвідоміших творів португальської літератури XX століття, перекладений кількома мовами, екранізований (1971), його вивчають у старших класах португальських шкіл.

### Вибрана бібліографія
Поезія
- Туризм / Turismo (1942)
- Бідна мати / Mãe Pobre (1945)
- Втрачений врожай / Colheita Perdida (1948)
- Сходження до пекла / Descida aos Infernos (1949)
- Земля гармонії / Terra de Harmonia (1950)
- Кантата / Cantata (1960)
- Мікропейзаж / Micropaisagem (1968)
- З лівого боку, де серце / Sobre o Lado Esquerdo, o Lado do Coração (1968)
- Між двома спогадами / Entre Duas Memórias (1971)
- Пастораль / Pastoral (1977)

Романи
- Будинок у дюнах / Casa na Duna (1943)
- Alcateia (1944)
- Дрібні буржуа / Pequenos Burgueses (1948)
- Бджола під дощем / Uma Abelha na Chuva (1953)
- Finisterra: paisagem e povoamento (1978, премія міста Лісабона)

Окрім віршів та прози, займався упорядкуванням збірок португальського фольклору, зокрема у співпраці з іншим відомим португальським письменником Ж. Г. Феррейрою видав двотомник португальських народних казок (Contos Tradicionais Portugueses, 1957, деякі з них стали основою для фільмів Жуана Сезара Монтейру); у 1977 році зібрання було розширено до 4-х томів, лишаючись одним з найавторитетніших і найповніших дотепер.